# 國際原子時
国际原子时（英語：International Atomic Time）是根据以下秒的定义的一种国际参照时标， 属于国际单位制。
1967年第13届國際度量衡大會上通过一项决议，定义一秒为铯-133原子基态两个超精细能级间跃迁辐射振荡9,192,631,770周所持续的时间。其起点为世界时1958年的开始。